# Terracotta (colore)
Terracotta, o terra cotta, è una tonalità a cavallo fra l'arancione e il marrone.